# رووبانینا
رووبانینا (به لاتین: Roubanina) یک منطقهٔ مسکونی در جمهوری چک است که در ناحیه بلانسکو واقع شده‌است. رووبانینا ۲٫۶۸ کیلومتر مربع مساحت و ۱۳۴ نفر جمعیت دارد و ۴۷۴ متر بالاتر از سطح دریا واقع شده‌است.